# Dos vidas (telenovela mexicana)
Dos vidas es una telenovela mexicana  dirigida por Benjamín Cann y  producida por Eugenio Cobo para la cadena de televisión Televisa. Fue transmitida por El Canal de las Estrellas entre el 18 de abril y el 30 de septiembre de 1988.
Fue protagonizada por Rebecca Jones y René Casados, con las actuaciones estelares de Fernando Balzaretti y Ari Telch y con las actuaciones co-protagónicas de Elizabeth Dupeyrón y Guillermo García Cantú. Es una adaptación de la telenovela brasileña Duas vidas producida en 1976 para la cadena TV Globo.

## Sinopsis
La telenovela plantea lo que puede ser la verdadera emancipación de la mujer. La protagonista es Teresa, joven hermosa, nacida en Mazatlán, que bien puede parecer como cualquier otra mujer, pero que en verdad tiene que lidiar con una lucha interna, sobre si rescatar su individualidad o resignarse a la vida sumisa que le impone estar junto a un hombre. Muestra la subyugación de la mujer ante el hombre, sea o no voluntaria. En Teresa se presentan estas dos facetas, que como el título de la telenovela, viene a ser dos etapas en la vida, "dos vidas".

## Elenco
- Rebecca Jones - Teresa
- René Casados - Dino Barbosa Valle
- Fernando Balzaretti - Dr. Marcelo Ascencio Vega
- Elizabeth Dupeyrón - Sonia Palas Martínez
- Guillermo García Cantú - Mauricio Toledo Hurtado
- Ari Telch - Osvaldo "Vado" Palas Martínez
- Mariana Garza - Juliana Ascencio
- Guillermo Orea - Menelao Palas
- Manuel López Ochoa - Don Raúl
- Ana Bertha Lepe
- Mario León - Tulio Barbosa
- Rafael del Villar - Luis Carlos
- Lilia Michel - Doña Rosa
- Alicia Fahr - Claudia
- Mar Castro - Gilda
- Miguel Gómez Checa - Sena
- Bárbara Gil - Doña Leonor
- Rosa María Morett - Lucía
- Rocío Yaber - Sara
- Guy de Saint Cyr - Tomás Palas
- Marcela Páez - Vera
- Julia Marichal - Mary
- Ana Silvia Garza
- David Ostrosky
- Gerardo Acuña
- Graciela Bernardos
- Magda Karina - Eloísa
- Jorge Patiño
- Guillermo Gil
- Edith Kleiman
- Gabriela Obregón - Selma
- Mauricio Zetina - Teo Palas
- Jorge Fegan
- Enrique Barrera-Luis Enrique
- Sergio Sánchez
- Graciela Orozco

## Equipo de producción
- Historia original de: Janete Clair
- Adaptación: Jorge Patiño
- Tema musical: Dos vidas
- Autor: Guillermo Méndez Guiú
- Escenografía: Alejandro González
- Ambientación: Alejandro Monroy, Max Arroyo
- Diseñador de vestuario: Alejandro Gastelum
- Gerente de producción: Martha Patricia López de Zatarain
- Director adjunto: Salvador Sánchez
- Directores de cámaras: Luis Monroy, Alfredo González Fernández
- Director de escena: Benjamín Cann
- Productor: Eugenio Cobo

## Premios

### Premios TVyNovelas 1989
| Categoría                  | Nominado  | Resultado |
| -------------------------- | --------- | --------- |
| Mejor revelación masculina | Ari Telch | Ganador   |

### Premios Eres
| Categoría              | Nominado  | Resultado |
| ---------------------- | --------- | --------- |
| Mejor actor revelación | Ari Telch | Ganador   |

## Versiones
- Dos vidas es una versión de la telenovela brasileña Duas vidas producida en 1976 para TV Globo, dirigida por Jardel Mello, Gonzaga Blota y Daniel Filho y protagonizada por Francisco Cuoco y Betty Faria.